# Morges
Morges és un municipi de Suïssa del cantó de Vaud, és el cap del districte de Morges.

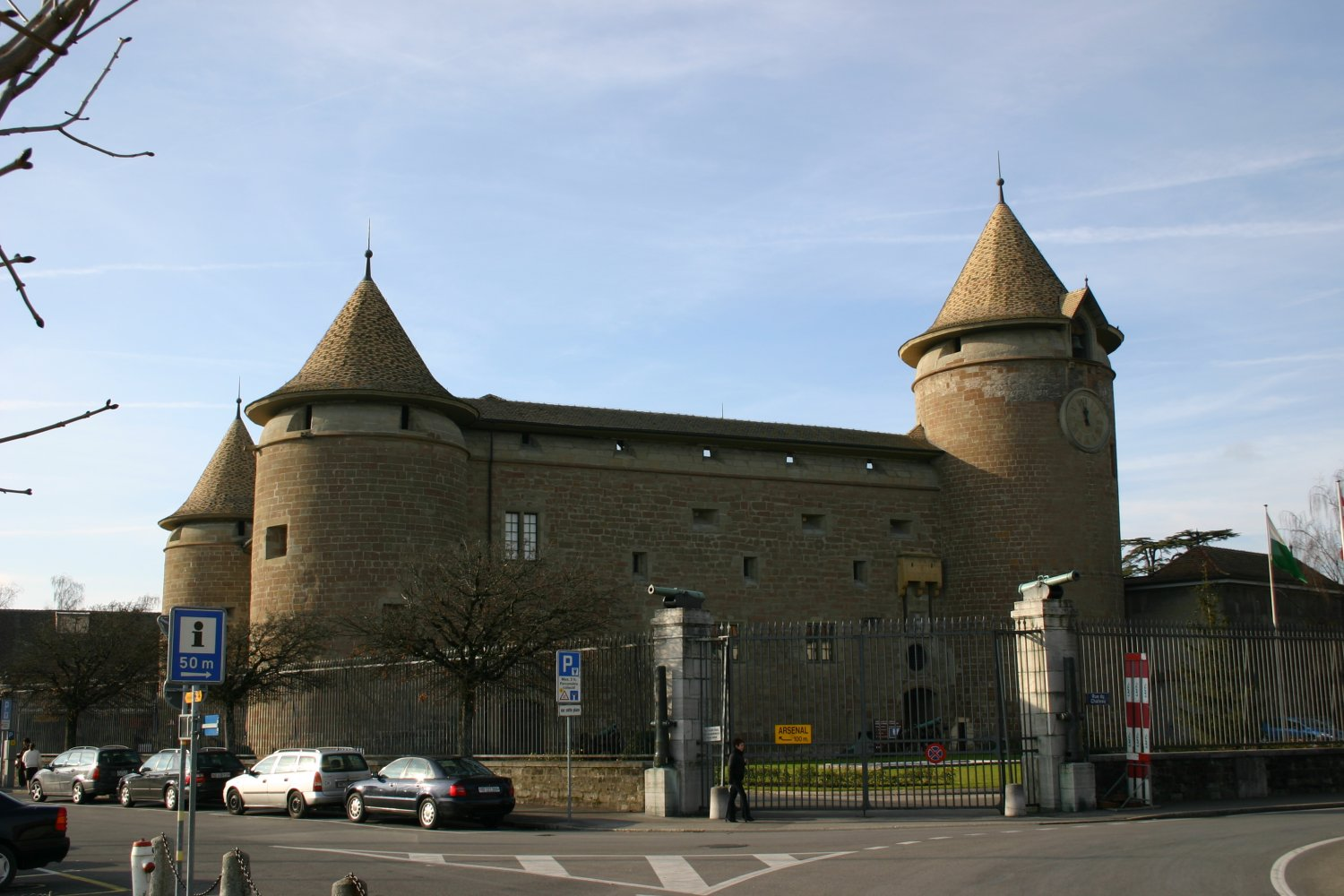
El Castell de Morges

En aquesta ciutat fou organista durant molts anys el compositor Joseph Schad (1812-1879) I també i morí el també músic Henryk Opienski (1870-1942).

## Fills il·lustres
- Henryk Opienski (1870-1942), musicòleg, director d'orquestra i compositor musical.